# Taj Mahal (настільна гра)
Taj Mahal — настільна гра від Райнер Кніціа, видана в 2000 році дочірньою компанією Ravensburger — Alea. Гра здобула Deutscher Spiele Preis та Essener Feder за найкращі правила у тому ж році.
Франц Вовінкель розробив графічне оформлення гри та інструкції. Основна гра розрахована на 3–5 гравців. У 2006 році Кніціа представив правила для 2 гравців, за яких третій гравець моделюється за допомогою «фіктивного» гравця.
Тривалість гри коливається від 60 до 100 хвилин. Гра рекомендована для дітей від 12 років.
Прототип гри було представлено вже у 1999 році на Міжнародних ігрових днях в Ессені. Дія гри відбувається у XVIII столітті, коли Могольська імперія втрачає свою владу, а гравці в ролі махараджів розширюють свій вплив на провінції.

## Нагороди та номінації
Окрім Deutscher Spiele Preis та Essener Feder, Taj Mahal також була включена до списку номінантів на Spiel des Jahres в тому ж році, а також стала фіналістом Gamers’ Choice Award у категорії багатокористувацької стратегії у 2001 році. Нове видання також було номіноване на Nederlandse Spellenprijs у 2007 році.
У жовтневому виданні 2008 року «Internet Top 100 Games List» Taj Mahal займала 18-е місце. На BoardGameGeek станом на 30 вересня 2011 року гра посідала 89-е місце.

## Матеріали гри
Матеріали гри досить численні і включають декілька жетонів, які різняться за формою та призначенням.
- 1 ігрове поле
- 1 кільце (корона)
- 100 палаців
- 12 жетонів провінцій
- 16 бонусних жетонів (включаючи 1 Тадж Махал)
- 100 карток (84 кольорові картки у 4 кольорах, 12 безбарвних та 4 спеціальні картки)
- 2 показчики
- 5 каменів для підрахунку очок
- 24 жетони впливу (4 різних типи)

## Ігровий процес
Метою гри є, після відвідин 12 провінцій на північному заході Індії, набрати якомога більше впливу (у вигляді впливових балів).
Провінції відвідуються по черзі, що відповідає раундам гри, які поділяються на кілька фаз.

### Поділ ігрового поля
На ігровому полі показано 11 провінцій, кожна з яких має по 4 міста. У дванадцятій провінції до них додається ще місто Агра (де знаходиться справжній Тадж Махал). Між містами прокладені дороги, а 16 міст позначені фіолетовим кольором як фортеці. На краю поля розміщена лінія підрахунку очок, де гравці відзначають свої очки. У верхньому правому куті знаходиться двір Великого Могола.

### Підготовка до гри
Дванадцятий жетон провінції кладеться у провінцію з 5 містами, інші розподіляються випадковим чином. Провінції тепер відвідуються у порядку жетонів з 1 по 12. Бонусні жетони розподіляються по фортецях, так що бонус Тадж Махала розташований у місті Агра, а інші бонуси розподіляються випадковим чином. Показчики позначають поточну провінцію і початкового гравця.
У двір Великого Могола розміщують кільце (як корону) та 4 різні жетони впливу. Решта жетонів і спеціальні карти викладаються відкрито поруч з полем, інші карти тасуються. На них зображені символи жетонів впливу, або Великий Могол, або слон. Кожен гравець отримує по 6 закритих карт.

### Хід гри
Залежно від кількості гравців на початку раунду провінції викладаються 5, 7 або 9 карт. Гравці в кілька ходів можуть або викладати карти відкрито, або пасувати, припиняючи участь у грі в цій провінції. 

#### Виклад карт
Після викладення карт гравець повинен дотримуватися однакового кольору в усіх наступних ходах цієї провінції, до яких можна додати безбарвну або спеціальну карту.

#### Спеціальні карти
Чотири спеціальні карти надають особливі ефекти: вони відповідають або безбарвній карті Великого Могола чи слона, або додають 2 очки впливу, або дозволяють змінити колір при викладенні.

#### Пас
Гравець, який пасує, має право розмістити палац у вільному місті, якщо має більше символів певного типу, ніж інші гравці, та отримує відповідні жетони впливу. За фортецю гравець отримує бонусний жетон. За символ Великого Могола можна розмістити додатковий палац (позначений кільцем), а за символ слона — отримати жетон поточної провінції. Спеціальні карти скидаються, а гравець бере дві з відкритих карт (останній гравець — одну) та отримує очки впливу за жетони та палаци. Гравець, який пасує у першому ході, додатково отримує карту з колоди. Після цього показники оновлюються (показник початкового гравця зміщується вліво), жетони поповнюються, кільце повертається, і починається наступний раунд. За 2 однакові жетони гравець отримує спеціальну карту, навіть якщо вона вже у когось є.

#### Жетони та підрахунок очок
Бонусні жетони приносять гравцеві або 2 очки впливу (Тадж Махал 4), або карту, або ж очки, рівні кількості жетонів з однаковим товарним символом, що вже є у гравця.
Далі відбувається підрахунок за жетонами провінцій; знову ж таки, жетони з однаковими товарними символами дають додаткові очки впливу.
Гравець з принаймні одним палацом у провінції отримує одне очко впливу; додаткові очки отримуються за інші провінції, з'єднані з поточною дорогами, але тільки якщо в кожному місті на шляху є палац гравця.

### Завершення гри
Після відвідування всіх провінцій розподіляються додаткові очки за карти на руках. Кожна біла або спеціальна карта дає бонусне очко, так само як і карта кольору, якого у гравця найбільше. Переможцем стає гравець з найбільшою кількістю очок впливу.

## Рецензії
Гра Taj Mahal здобула здебільшого позитивні відгуки критиків. Її часто називають типовою грою Кніціа, яка вдало поєднує карткову та настільну гру. Через часту нестачу карт рекомендується не надто зосереджуватися на одній провінції, а накопичувати очки у різних місцях. Проте колірна гама піддається критиці, що може ускладнювати гру для дальтоніків або в темніших приміщеннях.